# Майдан (Мінський повіт)
Майдан (пол. Majdan) — село в Польщі, у гміні Сенниця Мінського повіту Мазовецького воєводства.
Населення — 66 осіб (2011).
У 1975—1998 роках село належало до Седлецького воєводства.

## Демографія
Демографічна структура станом на 31 березня 2011 року:
|          | Загалом | Допрацездатний вік | Працездатний вік | Постпрацездатний вік |
| -------- | ------- | ------------------ | ---------------- | -------------------- |
| Чоловіки | 34      | 9                  | 18               | 7                    |
| Жінки    | 32      | 4                  | 15               | 13                   |
| Разом    | 66      | 13                 | 33               | 20                   |